# Тихоокеанский морж
Тихоокеанский морж (лат. Odobenus rosmarus divergens) — это представитель отряда ластоногих, семейства моржовых.

## Внешний вид
Тихоокеанский подвид является самым крупным подвидом моржа; длина тела самцов варьируется от 3,5 до 4 м, а самые крупные из особей могут достигать 4,5 м, вес — около 1,5 т; самки же значительно меньше — около 3.7 м при весе в 800—900 кг. Подвид можно опознать по тёмному, красно-коричневому оттенку кожи. С возрастом кожа подвергается пигментации, вследствие чего животные теряют свою окраску, что особенно заметно на самцах. Новорожденные особи имеют густой темно-коричневый волосяной покров, который с возрастом также редеет, так что некоторые участки кожи вовсе лишаются волос. Отличия от атлантического подвида заключаются в строении тела: тихоокеанский морж значительно крупнее атлантического, его клыки также намного больше, имеются заметные различия в строении черепа.

### Половой диморфизм
Половой диморфизм у моржей отчётливо выражен в размерах: длина тела самок на четверть, а масса на треть меньше, чем у самцов. Кондилобазальная длина черепа у самцов составляет 380—430 см, тогда как у самок — 300—360 см. Длина клыков у самцов находится в пределах 46—72 см, но может достигать и 82 см, у самок — 70 см, хотя по другим данным размеры клыков у самок варьируются от 40 до 46 см. Шея, грудь и плечи взрослых самцов покрыты шишкообразными наростами, которые появляются в период полового созревания и являются вторичными половыми признаками у моржей. Самки достигают максимальных размеров к 10 годам, а максимального веса к 12—14 годам, тогда как самцы продолжат расти влоть до окончания полового созревания к 15—16 годам, несмотря на то, что активный период роста у них продолжается с 9 до 13 лет.

## Распространение
Ареал обитания тихоокеанского моржа охватывает льды Берингова, Восточно-Сибирского, Чукотского морей и моря Бофорта. В основном обитает на мелководье континентального шельфа прибрежных морей. Миграция и распространение моржей зависит от движения льдов. Зимой животные располагаются в Беринговом и на юге Чукотского морей, концентрируюсь вблизи островов и в заливах, а летом, одновременно с движением льдов, перемещаются на север Чукотского моря и в Восточно-Сибирское море. В прошлом ареал обитания этого подвида охватывал север Охотского моря, залив Аляска и восточное побережье Камчатки.
Вокруг статуса лаптевского моржа (Odobenus rosmarus laptevi Chapskii, 1940) в настоящее время ведутся споры. В России он включён в Красную книгу на правах отдельного подвида, тогда как зарубежными исследователями он считается изолированной популяцией тихоокеанского моржа. Согласно данным молекулярно-генетического анализа, опубликованным в Zoologica Scripta в 2009 году, лаптевский морж образует единую кладу с тихоокеанским моржом. Таким образом, можно считать, что ареал обитания тихоокеанского подвида также охватывает море Лаптевых.

## Популяции и численность
Эти социальные животные часто собираются в большие группы — лежбища. Самцы и самки образуют отдельные группы, за исключением брачного периода, когда моржи выбирают подходящую самку.